# كلخ غنمي
الكلخ الغنمي (باللاتينية: Ferula ovina) نوع نباتي يتبع جنس الكلخ من الفصيلة الخيمية.

## الموئل والانتشار
النبات واطن في بلاد الشام حيث يتوطن في الأردن.

## مرادفات للاسم العلمي
- (باللاتينية: Ferula kopetdagensis Korovin)
- (باللاتينية: Ferula microcarpa Korovin)
- (باللاتينية: Ferula pachycarpa Korovin ex Pavlov)
- (باللاتينية: Ferula stewartiana var. affghanica O.E.Schulz)
- (باللاتينية: Ferula stylosa Korovin)
- (باللاتينية: Peucedanum ovinum Boiss.)
- (باللاتينية: Peucedanum thomsonii C.B. Clarke)